# Општина Думбравица (Тимиш)
Думбравица (рум. Dumbrăviţa) општина је у Румунији у округу Тимиш.
Oпштина се налази на надморској висини од 95 m.